# Адвокат дьявола
Адвока́т дья́вола (лат. advocatus diaboli) — неофициальное название одной из должностей института беатификации и канонизации католической церкви. В более широком смысле — идиома, обозначающая того, кто при обсуждении некоего вопроса сознательно занимает отрицательную, противоположную общепринятой позицию и приводит аргументы в её пользу, не будучи в действительности убеждённым её сторонником, а исключительно для того, чтобы обострить дискуссию, заставить оппонентов опровергать возражения и приводить более основательные доводы.

## История
«Адвокат дьявола» — калька латинского «advocatus diaboli», что в действительности переводится как «защитник дьявола».
В римской католической церкви этим выражением называли должность, которая официально именовалась «укрепитель веры» (лат. promotor fidei). Она была введена в 1587 году папой Сикстом V и официально отменена в 1983 году Иоанном Павлом II.
Функция «адвоката дьявола» заключалась в том, чтобы собрать и привести все возможные аргументы, которые могли бы помешать канонизации или беатификации праведника. Официальное лицо, выполнявшее противоположную функцию (то есть защиту претендента), называлось «защитник Бога» (лат. advocatus Dei). До 1983 года ни один акт канонизации или беатификации не мог быть признан законным, если при этом акте не присутствовал «адвокат дьявола».

## В общем смысле
В общем смысле термин «адвокат дьявола» описывает человека, защищающего позицию, альтернативную норме или общепринятому мнению, с которой сам он не обязательно соглашается; делается это для проверки качества основной (исходной) точки зрения, её аргументации и выявления слабых сторон её защиты. Несмотря на свою древность, это идиоматическое выражение является одной из популярных современных идиом, используемых для выражения концепции аргументации против чего-либо без фактической приверженности противоположному взгляду.